# PowerVR
PowerVR là một bộ phận của hãng Imagination Technologies (trước đây là VideoLogic) chuyên phát triển các giải pháp phần mềm và phần cứng cho kết xuất 2D, 3D, giải mã video, xử lý ảnh và tăng tốc đồ họa cho các thư viện DirectX, OpenGL ES, OpenVG, và OpenCL.
Sản phẩm của PowerVR ban đầu được dùng cho thị phần máy tính cá nhân (PC), được đánh giá là tốt về hiệu suất (hiệu năng/giá thành). Với sự thay đổi nhanh chóng của thị trường, PowerVR đã chuyển hướng sang các sản phẩm phục vụ máy tính xách tay và thiết bị cầm tay.
PowerVR không trực tiếp sản xuất mà bán thiết kế và bản quyền các sản phẩm của mình cho các hãng khác để các hãng này tích hợp lên sản phẩm của riêng mình, như Texas Instruments, Intel, NEC, BlackBerry, Renesas, Samsung, STMicroelectronics, Freescale, Apple, NXP Semiconductors (formerly Philips Semiconductors), v.v.

## Các dòng vi xử lý Power VR

### MBX
PowerVR gặt hái nhiều thành công với mảng di động với dòng PowerVR MBX. MBX, và thế hệ sau là SGX và GGX, được bán bản quyền lại cho 7 trong 10 tập đoàn bán dẫn hàng đầu là Intel, Texas Instruments, Samsung, NEC, NXP Semiconductors, Freescale, Renesas và Sunplus.
Những thết bị cao cấp dùng dòng vi xử lý này là iPhone, Nokia N95, Sony Ericsson P1 và Motorola RIZR Z8, cũng như vài mẫu iPod.

### Dòng 1
- Tất cả hỗ trợ DirectX 3.0

| Mẫu  | Phát triển | Công nghệ(nm) | Bộ nhớ(MiB) | Xung nhịp (MHz) | Xung nhịp bộ nhớ (MHz) | Cấu hình nhân1 | Tốc độ quét   | Tốc độ quét | Tốc độ quét | Tốc độ quét | Bộ nhớ            | Bộ nhớ            | Bộ nhớ                  |
| Mẫu  | Phát triển | Công nghệ(nm) | Bộ nhớ(MiB) | Xung nhịp (MHz) | Xung nhịp bộ nhớ (MHz) | Cấu hình nhân1 | MOperations/s | MPixels/s   | MTextels/s  | MVertices/s | Băng thông (GB/s) | Loại đường truyền | Từ nhớ của bộ nhớ (bit) |
| ---- | ---------- | ------------- | ----------- | --------------- | ---------------------- | -------------- | ------------- | ----------- | ----------- | ----------- | ----------------- | ----------------- | ----------------------- |
| PCX1 | 1996       | 500           | 4           | 60              | 60                     | 1:0:1:1        | 60            | 60          | 60          | 0           | 0.48              | SDR               | 64                      |
| PCX2 | 1997       | 350           | 4           | 66              | 66                     | 1:0:1:1        | 66            | 66          | 66          | 0           | 0.528             | SDR               | 64                      |

- 1 Pixel shaders: Vertex shaders: Texture mapping units: Render output units

### Dòng 2
- Tất cả sản xuất với công nghệ 250 nm
- Hỗ trợ DirectX 6.0 và PMX1 MiniGL

| Mẫu  | Phát triển | Bộ nhớ (MiB) | Xung nhịp(MHz) | Xung bộ nhớ (MHz) | Cấu hình nhân1 | Tốc độ quét   | Tốc độ quét | Tốc độ quét | Tốc độ quét | Bộ nhớ           | Bộ nhớ            | Bộ nhớ              |
| Mẫu  | Phát triển | Bộ nhớ (MiB) | Xung nhịp(MHz) | Xung bộ nhớ (MHz) | Cấu hình nhân1 | MOperations/s | MPixels/s   | MTextels/s  | MVertices/s | Băng thông(GB/s) | Loại đường truyền | Từ nhớ bộ nhớ (bit) |
| ---- | ---------- | ------------ | -------------- | ----------------- | -------------- | ------------- | ----------- | ----------- | ----------- | ---------------- | ----------------- | ------------------- |
| CLX2 | 1998       | 8            | 100            | 100               | 1:0:1:1        | 100           | 100         | 100         | 0           | 0.8              | SDR               | 64                  |
| PMX1 | 1999       | 32           | 125            | 125               | 1:0:1:1        | 125           | 125         | 125         | 0           | 1                | SDR               | 64                  |

- 1 Đổ bóng điểm: Đổ bóng đỉnh: Đơn vị xử lý bề mặt: Đơn vị kết xuất

### Dòng 3
- Hỗ trợ DirectX 6.0

| Mẫu     | Phát triển          | Công nghệ (nm) | Bộ nhớ (MiB) | Xung nhịp (MHz) | Xung bộ nhớ (MHz) | Cấu hình nhân1 | Tốc độ quét   | Tốc độ quét | Tốc độ quét | Tốc độ quét | Bộ nhớ           | Bộ nhớ            | Bộ nhớ              |
| Mẫu     | Phát triển          | Công nghệ (nm) | Bộ nhớ (MiB) | Xung nhịp (MHz) | Xung bộ nhớ (MHz) | Cấu hình nhân1 | MOperations/s | MPixels/s   | MTextels/s  | MVertices/s | Băng thông(GB/s) | Loại đường truyền | Từ nhớ bộ nhớ (bit) |
| ------- | ------------------- | -------------- | ------------ | --------------- | ----------------- | -------------- | ------------- | ----------- | ----------- | ----------- | ---------------- | ----------------- | ------------------- |
| STG4000 | 2000                | 250            | 32/64        | 115             | 115               | 2:0:2:2        | 230           | 230         | 230         | 0           | 1.84             | SDR               | 128                 |
| STG4500 | 2001                | 180            | 32/64        | 175             | 175               | 2:0:2:2        | 350           | 350         | 350         | 0           | 2.8              | SDR               | 128                 |
| STG4800 | Chưa bao giờ ra mắt | 180            | 64           | 200             | 200               | 2:0:2:2        | 400           | 400         | 400         | 0           | 3.2              | SDR               | 128                 |
| STG5500 | Chưa bao giờ ra mắt | 130            | 64           | 250             | 250               | 4:0:4:4        | 1000          | 1000        | 1000        | 0           | 4                | DDR               | 128                 |

- 1 Pixel shaders: Vertex shaders: Texture mapping units: Render output units

### Dòng 4
| Mẫu      | Năm          | Kích thước đế (mm²)[1] | Cấu hình xử lý | Tốc độ quét (@ 200 MHz) | Tốc độ quét (@ 200 MHz) | Từ nhớ bộ nhớ (bit) | API (phiên bản) | API (phiên bản) |
| Mẫu      | Năm          | Kích thước đế (mm²)[1] | Cấu hình xử lý | MTriangles/s[1]         | MPixel/s[1]             | Từ nhớ bộ nhớ (bit) | DirectX         | OpenGL          |
| -------- | ------------ | ---------------------- | -------------- | ----------------------- | ----------------------- | ------------------- | --------------- | --------------- |
| MBX Lite | Tháng 2,2001 | 4@130 nm?              | 0/1/1/1        | 1.0                     | 100                     | 64                  | 7.0, VS 1.1     | 1.1             |
| MBX      | Tháng 2,2001 | 8@130 nm?              | 0/1/1/1        | 1.68                    | 150                     | 64                  | 7.0, VS 1.1     | 1.1             |

### Dòng 5
| Mẫu    | Năm           | Kích thước đế (mm²)[1] | Cấu hình nhân CPU [2] | Tốc độ quét (@ 200 MHz) | Tốc độ quét (@ 200 MHz) | Từ nhớ bộ nhớ (bit) | API (Phiên bản) | API (Phiên bản) | API (Phiên bản) | GFLOPS(@ 200 MHz) | Xung nhịp |
| Mẫu    | Năm           | Kích thước đế (mm²)[1] | Cấu hình nhân CPU [2] | MTriangles/s[1]         | MPixel/s[1]             | Từ nhớ bộ nhớ (bit) | DirectX         | OpenGL          | OpenGL ES       | GFLOPS(@ 200 MHz) | Xung nhịp |
| ------ | ------------- | ---------------------- | --------------------- | ----------------------- | ----------------------- | ------------------- | --------------- | --------------- | --------------- | ----------------- | --------- |
| SGX520 | Tháng 7,2005  | 2.6@65 nm              | 1/1                   | 7                       | 100                     | 32-128              | —               | —               | 2.0             | 0.8               | 200       |
| SGX530 | Tháng 7,2005  | 7.2@65 nm              | 2/1                   | 14                      | 200                     | 32-128              | —               | —               | 2.0             | 1.6               | 200       |
| SGX531 | Tháng 10,2006 | 65 nm                  | 2/1                   | 14                      | 200                     | 32-128              | —               | —               | 2.0             | 1.6               | 200       |
| SGX535 | Tháng 11,2007 | 65 nm                  | 2/2                   | 14                      | 400                     | 32-128              | 9.0c            | 2.1             | 2.0             | 1.6               | 200       |
| SGX540 | Tháng 11,2007 | 65 nm                  | 4/2                   | 20                      | 400                     | 32-128              | —               | —               | 2.0             | 3.2               | 200       |
| SGX545 | Tháng 1,2010  | 12.5@65 nm             | 4/2                   | 40                      | 400                     | 32-128              | 10.1            | 3.2             | 2.0             | 3.2               | 200       |

### Dòng 5XT
| Mẫu    | Ngày          | Nhân | Kích thước đế (mm²)[1] | Cấu hình nhân CPU[3] | Tốc độ quét (@ 200 MHz) | Tốc độ quét (@ 200 MHz) | Từ nhớ bộ nhớ (bit) | API (phiên bản) | API (phiên bản) | API (phiên bản) | API (phiên bản) | GFLOPS(@ 200 MHz,per core) |
| Mẫu    | Ngày          | Nhân | Kích thước đế (mm²)[1] | Cấu hình nhân CPU[3] | MTriangles/s[1]         | (GP/s)                  | Từ nhớ bộ nhớ (bit) | DirectX         | OpenGL          | OpenGL ES       | OpenCL          | GFLOPS(@ 200 MHz,per core) |
| ------ | ------------- | ---- | ---------------------- | -------------------- | ----------------------- | ----------------------- | ------------------- | --------------- | --------------- | --------------- | --------------- | -------------------------- |
| SGX543 | Tháng 1,2009  | 1-16 | 5.4@32 nm              | 4/2                  | 35                      | 3.2                     | 128-256             | 9.0 L1          | 2.1             | 2.0?            | 1.1             | 7.2                        |
| SGX544 | Tháng 6,2010  | 1-16 | 5.4@32 nm              | 4/2                  | 35                      | 3.2                     | 128-256             | 9.0 L3          | 2.1             | 2.0             | 1.1             | 7.2                        |
| SGX554 | Tháng 12,2010 | 1-16 | 8.7@32 nm              | 8/2                  | 35                      | 3.2                     | 128-256             | 9.0 L3          | 2.1             | 2.0?            | 1.1             | 14.4                       |

GPU có thể có 1 hay nhiều nhân 

### Dòng 6 (Rogue)
Power VR Series 6 GPUs có 2 TMUs/cluster với GFLOPS đạt tối đa giá trị FP32.
| Mẫu   | Ngày          | Cung (cluster) | Kích thước đế (mm²) | Cấu hình nhân[4] | đường SIMD | Tốc độ quét (@650 MHz) | Tốc độ quét (@650 MHz) | Tốc độ quét (@650 MHz) | Băng thông (bit) | API (phiên bản) | API (phiên bản) | API (phiên bản) | GFLOPS(@ 650 MHz,/core) |
| Mẫu   | Ngày          | Cung (cluster) | Kích thước đế (mm²) | Cấu hình nhân[4] | đường SIMD | MPolygons/s            | GP/s)                  | Texture (GT/s)         | Băng thông (bit) | DirectX         | OpenGL          | OpenGL ES       | GFLOPS(@ 650 MHz,/core) |
| ----- | ------------- | -------------- | ------------------- | ---------------- | ---------- | ---------------------- | ---------------------- | ---------------------- | ---------------- | --------------- | --------------- | --------------- | ----------------------- |
| G6100 | Tháng 2,2013  | 1              | ??@28 nm            | 1/4              | 16         | ?                      | 20.8                   | 2.6                    | 128              | 9.0 L3          | 2.x             | 3.0             | 41.6                    |
| G6200 | Tháng 1,2012  | 2              | ??@28 nm            | 2/2              | 32         | 163                    | 20.8                   | 2.6                    | ?                | 10.0            | 3.2             | 3.0             | 83.2                    |
| G6230 | Tháng 6,2012  | 2              | ??@28 nm            | 2/2              | 32         | 163                    | 20.8                   | 2.6                    | ?                | 10.0            | 3.2             | 3.0             | 83.2                    |
| G6400 | Tháng 1,2012  | 4              | ??@28 nm            | 4/2              | 64         | 163                    | 20.8                   | 5.2                    | ?                | 10.0            | 3.2             | 3.0             | 166.4                   |
| G6430 | Tháng 6,2012  | 4              | ??@28 nm            | 4/2              | 64         | 163                    | 20.8                   | 5.2                    | ?                | 10.0            | 3.2             | 3.0             | 166.4                   |
| G6630 | Tháng 11,2012 | 6              | ??@28 nm            | 6/2              | 96         | 163                    | 20.8                   | 7.8                    | ?                | 10.0            | 3.2             | 3.0             | 250                     |